# Felsőörs
Felsőörs [felšéerš] je obec v Maďarsku v župě Veszprém, spadající pod okres Balatonalmádi. Nachází se asi 5 km západně od Balatonalmádi a asi 7 km jihovýchodně od Veszprému. V roce 2015 zde žilo 1 631 obyvatel. Dle údajů z roku 2011 tvoří 86,4 % obyvatelstva Maďaři, 2,8 % Němci a 0,3 % Rumuni, přičemž 13,1 % obyvatel se ke své národnosti nevyjádřilo.

## Sousední obce
| Růžice kompasu |               | Veszprém | Szentkirályszabadja | Růžice kompasu |
| Růžice kompasu | Veszprémfajsz | Sever    | Balatonalmádi       | Růžice kompasu |
| Růžice kompasu | Veszprémfajsz | Felsőörs | Balatonalmádi       | Růžice kompasu |
| Růžice kompasu | Veszprémfajsz | Jih      | Balatonalmádi       | Růžice kompasu |
| Růžice kompasu | Paloznak      | Lovas    | Alsóörs             | Růžice kompasu |